# Мокасины Маниту
«Мокасины Маниту» (нем. «Der Schuh des Manitu», англ. «The Shoe of Manitou») — комедийный вестерн — пародия на вестерны по произведениям писателя Карла Мая. Премьера фильма состоялась 13 июля 2001 года. Кассовые сборы в немецком прокате составили 65 миллионов евро.
В России премьера фильма состоялась 18 июля 2002 года.

## Сюжет
На Диком Западе идёт борьба колонизаторов с местными индейцами за новые земельные владения. После того, как Рэйнджер спасает Абахачи от столкновения с паровозом, они становятся кровными братьями. Абахачи мечтает открыть свой собственный салун «Паб Апачи» и для этого берёт в кредит кругленькую сумму у вождя племени шошонов Хитрого Слизняка. Заём приносит его сын Левый Заяц и объясняет все условия гешефта.
Во время сделки, которая осуществляется при посредничестве риэлтора (на самом деле, револьверного героя) Санта Марии, наивного Абахачи обманывают и пытаются убить. Между ним с Рэйнджером и бандитами происходит перестрелка, при которой погибает Левый Заяц. Обременённые горем побратимы оказывают последние почести погибшему и доставляют его тело к владениям племени, но тут же обвиняются в его убийстве. Оказывается, и тут мошенник Санта Мария преуспел и переманил Хитрого Слизняка на свою сторону. Их решают на следующий день отправить в Вечный Заповедник, то есть казнить.
Во время ожидания смерти Абахачи рассуждает о том да сём и вспоминает о кладе, с помощью которого они могли бы купить себе свободу. Омбрэ, помощник Санта Марии, подслушивает их разговор и освобождает парочку от верной гибели в надежде заполучить клад. Также им на помощь приходят Уши, бывшая пассия Абахачи, и Виннитуч — его немного непохожий на него брат-близнец. Вместе они скачут к горе Мокасины Маниту, где должны быть спрятаны сокровища. Санта Мария и его приспешники преследуют их по пятам.

## В ролях
| Актёр           | Роль                                          |
| --------------- | --------------------------------------------- |
| Михаэль Хербиг  | Абахачи; Виннитуч (нем. Abahachi; Winnetouch) |
| Кристиан Трамиц | Рэйнджер (нем. Ranger)                        |
| Мари Боймер     | Уши (нем. Uschi)                              |
| Скай Дюмонт     | Санта Мария (нем. Santa Maria)                |
| Хильми Сёцер    | Омбрэ (нем. Hombre)                           |
| Рик Каваниан    | Димитрий (нем. Dimitri)                       |

## Пародии
Юмор в фильме строится на игре слов и завуалированных шутках «ниже пояса», но в основном — на многочисленных пародиях на классические вестерны. Среди них:
- Виннету
- Среди коршунов
- Верная Рука — друг индейцев
- Чингачгук — Большой Змей
- Апачи

## Интересные факты
- Фильм показал рекордную окупаемость: при бюджете почти в 3,5 миллионов евро (7 миллионов немецких марок) он собрал 65 миллионов евро только в Германии[6][нет в источнике].
- На момент выхода фильм фильм установил рекорд Германии по посещаемости в первый день проката — 203 000 зрителей[7].
- «Мокасины Маниту» стал самым успешным на сегодняшний день немецким фильмом в объединённой Германии с более чем 11,7 миллионами кинозрителей. Второй — Космический дозор. Эпизод 1 — является самым коммерчески успешным (с учётом инфляции и подорожанием билетов после введения евро в Европейском Союзе). Кроме того, он продержался в десятке топовых фильмов в течение 27 недель и тем самым установил новый рекорд.
- В 9-миллионной Австрии германский блокбастер также стал самым успешным фильмом на немецком языке на сегодняшний день с 1,78 миллионами посетителей кино. То есть в кино фильм посмотрел каждый пятый житель альпийской страны.
- Натурные съёмки картины велись в Испании, в окрестностях Альмерии, а павильонные — в павильонах Arri Group в Мюнхене, Германия.
- Михаэль Хербиг, ведущий популярного телевизионного комик-шоу «Задирапарад», спросил зрителей своего шоу, на какую тему они хотели бы видеть его новый фильм. В результате выбор пал на пародийный вестерн.
- На протяжении всего фильма делаются намёки, что Виннитуч и Омбрэ — геи. В третьем акте фильма они действительно признаются в своей симпатии друг к другу.

## Критика
Фильм подвергся критике со стороны исполнителя роли вождя апачей Виннету в фильмах по романам Карла Мая Пьера Бриса, а также его коллеги Гойко Митича, обвинивших создателей в проявлении неуважения к коренным народам Северной Америки.

### В России
Один из основателей сайта kg-portal.ru Михаил Судаков поставил фильму оценку «Кино», отметив, что фильм превзошёл его ожидания от немецкой пародии на вестерн и содержит «массу удачных моментов и совсем немного посредственных».